# آندروشیوکا
شهر آندروشیوکا (به اوکراینی: Андрушівка) در استان ژیتومیر در کشور اوکراین واقع شده‌است. جمعیت این شهر ۹٬۸۹۰ نفر  است.